# 阿塔海
阿塔海（Ataγai, アタカイ、アタガイ、アタハイ、1234年 - 1289年）は、大元朝に仕えた政治家・軍人。弘安の役の際の江南軍総司令官。

## 生涯
チンギス・カンの時代に伝令使として活躍したスルドス部族のタガイ・バアトルの息子ブカ（卜花）の子。父ブカの死後モンケの時代、1252年にクビライ率いる雲南遠征軍の副司令であったスベエデイの子ウリヤンカダイに従ってこの地域の征服に従事した。
モンケの没後ウリヤンカダイの軍と共に続くクビライによる大元朝の対南宋戦でも丞相バヤンやウリヤンカダイの子アジュ（阿朮）らに従い活躍した。至元9年（1272年）に襄陽包囲線などで戦功をたて、このため翌至元10年（1273年）に鎮国上将軍、淮西行枢密院副使を授けられ、さらに中書右丞行枢密院事となる。南宋遠征はさらに続行されて揚州を攻め、長江で張世傑および孫虎臣の南宋水軍を撃破した。至元13年（1276年）正月、南宋の恭帝が降伏するとアタカイも首都臨安に入り、翌年に栄禄大夫平章政事行中書省事に任じられた。至元15年（1278年）、大都へ上京してクビライに謁見し、左丞相となり臨安を管轄した。

### 弘安の役への出征
至元18年（1281年）、元寇の弘安の役では、高麗軍、遼陽行省方面の女直、屯田軍、蒙古軍などからなる東路軍との対として、旧南宋の諸軍からなる江南軍が総勢10万といわれる規模で組織され、江南軍総司令官であるとしてジャライル部族出身の阿剌罕（アラカン）が任命された（東路軍の編成は、文永の役と同じく都元帥が忻都（ヒンドゥ。文永の役では直前に更迭され忽敦が派遣された）。右副元帥は洪茶丘、左副元帥は金方慶、蒙古人、女直人などの漢人、高麗人からなる4万。兵船900艘。江南軍の編成は、都元帥は阿剌罕、右副元帥がアタカイ、左副元帥は范文虎とする旧南宋兵10万から成り、兵船3,500艘であった。
しかし出発直前になってアラカンが急病で倒れ程なく亡くなったため、アタカイが急遽、征東行省丞相、都元帥として総司令官を務めることになった。このため、江南軍は同年6月中旬に壱岐沖で東路軍と合流する手はずであったが、アラカンからアタカイへの引継ぎ作業などで手間取ったためか、江南軍の船団が慶元（寧波）を出発したのは大幅に遅れて6月18日（7月5日）であった。アタカイのもとには、事前に鷹島への上陸が有利であるという情報があったため、東路軍へ鷹島沖での合流を促す先遣隊を派遣し、7月上旬に平戸島沖に東路軍と江南軍は合流し、鷹島への上陸を敢行したものの、松浦党や近海から加勢した島津長久らの軍勢による迎撃された海上の船団に松浦党はこれに対し果敢に攻撃を仕掛けたため、東路軍は兵船同士を鎖や板を渡し、兵員を移動しやすくして襲撃への対処を行った。あわせて東路・江南両軍は幾度かの鷹島への上陸作戦を行ったが、ことごとく失敗した。
至元18年・弘安4年7月30日（1281年8月15日）夜半、暴風雨に見舞われた。翌閏月8月1日（8月16日）にかけて京都でも暴風雨があったため、時期的に台風であったとも考えられている。この暴風によって東路・江南両軍の艦船は大部分が転覆座礁するなどの甚大な被害に見回れ、東路軍の忻都、洪茶丘、金方慶も江南軍のアタカイ、范文虎らの指揮官たちは軍の撤退を余儀無くされた。海上は五日間荒れ、20日から凪ぎはじめると日本の武士団による掃討戦がはじまった。特にアタカイが率いる江南軍の被害が著しく、『元史』日本伝に「十万の衆、還ることの得る者、三人のみ」とやや誇張的な表現があるものの、江南軍の兵員の大半は溺死するか日本側に掃討され、あるいは捕虜となった。

### 晩年
アタカイら指揮官たちは無事帰還出来たものの、この弘安の役の失敗のため一時左遷された。至元24年（1287年）に東方三王家の首班であるテムゲ・オッチギン家の当主ナヤンがクビライに対し叛乱したため、アタカイはクビライの親征に扈従してナヤンの軍を破り、この動きに呼応して東進して来たカイドゥ軍へ牽制にクビライがカラコルムへ転戦した際には大都に留まった。至元26年（1289年）に没した。死後に武敏と諡され、順昌王に追封された。
『元史』巻百二十九に伝がある。（『新元史』巻百三十二）